# L.C.デイビス
L.C.デイビス（L.C. Davis、1980年10月28日 - ）は、アメリカ合衆国の男性総合格闘家。カンザス州カンザスシティ出身。ミレティッチ・ファイティング・システム所属。

## 来歴
2006年2月25日、プロ総合格闘技デビュー。ニック・ライトにTKO勝利を収めた。
2007年12月29日、IFLフェザー級グランプリ決勝でヴァグネイ・ファビアーノに一本負け。
2009年1月24日、Day of Reckoningでバオ・クァーチに判定勝ち。
2009年3月20日、戦極初参戦となった戦極 〜第七陣〜のフェザー級（-65kg）グランプリ1回戦に出場し、小見川道大に判定負け。
2009年8月1日、Affliction: Trilogyでハビエル・バスケスと対戦予定であったが、大会開催がキャンセルとなった。そのため、8月9日に開催されたWEC 42に試合がスライドされる形でハビエル・バスケスと対戦し、判定勝ちを収めた。
2010年3月6日、WEC 47でデイヴィダス・タウロセヴィチュスに2-0の判定勝ちを収めWEC3連勝。6月20日、WEC 49でジョシュ・グリスピにギロチンチョークで一本負けでWEC初黒星。11月11日、WEC 52でハファエル・アスンソンに0-3の判定負けを喫しWEC2連敗となった。

## 戦績
| 総合格闘技 戦績 | 総合格闘技 戦績 | 総合格闘技 戦績 | 総合格闘技 戦績 | 総合格闘技 戦績 | 総合格闘技 戦績 | 総合格闘技 戦績 |
| --------------- | --------------- | --------------- | --------------- | --------------- | --------------- | --------------- |
| 22 試合         | (T)KO           | 一本            | 判定            | その他          | 引き分け        | 無効試合        |
| 17 勝           | 5               | 6               | 6               | 0               | 0               | 0               |
| 5 敗            | 0               | 2               | 3               | 0               | 0               | 0               |

| 勝敗 | 対戦相手                         | 試合結果                             | 大会名                                                     | 開催年月日     |
| ×    | ジョー・ウォーレン               | 5分3R終了 判定0-3                    | Bellator 143: Warren vs. Davis                             | 2015年9月25日  |
| ○    | 所英男                           | 5分3R終了 判定2-1                    | Bellator 135: Warren vs. Galvao                            | 2015年3月27日  |
| ×    | ハファエル・アスンソン           | 5分3R終了 判定0-3                    | WEC 52: Faber vs. Mizugaki                                 | 2010年11月11日 |
| ×    | ジョシュ・グリスピ               | 1R 2:33 ギロチンチョーク             | WEC 49: Varner vs. Shalorus                                | 2010年6月20日  |
| ○    | デイヴィダス・タウロセヴィチュス | 5分3R終了 判定2-0                    | WEC 47: Bowles vs. Cruz                                    | 2010年3月6日   |
| ○    | ディエゴ・ヌネス                 | 5分3R終了 判定3-0                    | WEC 44: Brown vs. Aldo                                     | 2009年11月18日 |
| ○    | ハビエル・バスケス               | 5分3R終了 判定2-1                    | WEC 42: Torres vs. Bowles                                  | 2009年8月9日   |
| ×    | 小見川道大                       | 5分3R終了 判定0-3                    | 戦極 〜第七陣〜 【フェザー級グランプリ2009 1回戦】         | 2009年3月20日  |
| ○    | バオ・クァーチ                   | 5分3R終了 判定3-0                    | Affliction: Day of Reckoning                               | 2009年1月24日  |
| ○    | ビリー・キッド                   | 1R 2:52 ブルドッグチョーク           | Adrenaline MMA 2                                           | 2008年12月11日 |
| ○    | ジョシュ・バーナル               | 1R 4:07 TKO（パウンド）              | Conquest Fighting Championship 1                           | 2008年9月27日  |
| ○    | ハファエル・ディアス             | 3R 3:56 KO（ハイキック）             | IFL: New Jersey                                            | 2008年4月4日   |
| ×    | ヴァグネイ・ファビアーノ         | 1R 3:38 腕ひしぎ十字固め             | IFL: World Grand Prix Finals 【フェザー級グランプリ 決勝】 | 2007年12月29日 |
| ○    | コナー・ヒューン                 | 4分3R終了 判定2-1                    | IFL: 2007 Semifinals                                       | 2007年8月2日   |
| ○    | ダン・サリヴァン                 | 1R 3:18 TKO（パウンド）              | Titan FC 8: Summer Mayhem 【Titan FCフェザー級王座決定戦】 | 2007年7月27日  |
| ○    | ジェイ・エストラーダ             | 2R 0:33 ギロチンチョーク             | IFL: Chicago                                               | 2007年5月19日  |
| ○    | ジョージ・ヘンダーソン           | 1R 1:10 ギブアップ（スタンドの打撃） | Titan FC 7: Red Rumble                                     | 2007年3月23日  |
| ○    | ジョン・スミス                   | 1R 0:33 TKO（パウンド）              | Titan FC 6                                                 | 2007年1月26日  |
| ○    | ティム・ゴーマン                 | 1R 2:52 ギロチンチョーク             | Titan FC 5                                                 | 2006年8月4日   |
| ○    | マイク・リンドクィスト           | 1R 1:13 チョークスリーパー           | Titan FC 4: Memorial Mayhem                                | 2006年6月9日   |
| ○    | エース・ヘンダーソン             | 1R 0:52 ギブアップ（パウンド）       | Titan FC 2: Hostile Takeover                               | 2006年5月12日  |
| ○    | ニック・ライト                   | 2R TKO（パウンド）                   | VFC 12: Warpath                                            | 2006年2月25日  |

## 獲得タイトル
- Titan FCフェザー級（-68kg）王座（2007年）
- VFCバンタム級王座（2013年）